# Cootje van Beukering-Dijk
Jacoba Tini (Cootje) van Beukering-Dijk (Enschede, 1941 – Amsterdam, 23 augustus 2013) was een Nederlands politicus van de VVD.
Na het gymnasium heeft ze Nederlandse taal- en letterkunde gestudeerd in Leiden en Groningen. Daarna heeft ze gewerkt bij de afdeling vorming en scholing van het Ministerie van Landbouw en Visserij. In 1966 verhuisde het gezin naar Drachten en later kwam ze in de gemeenteraad van Smallingerland waartoe Drachten behoort. In 1982 werd Van Beukering-Dijk gekozen tot lid van de Provinciale Staten van Friesland en in juni 1988 volgde haar benoeming tot burgemeester van Terschelling. Eind 2002 ging ze daar vervroegd met pensioen. Daarna ging ze in Amsterdam wonen waar ze op 23 augustus 2013 op 71-jarige leeftijd overleed.
Van Beukering was de moeder van o.a. journaliste en schrijfster Barbara van Beukering.